# Giuliano Galoppo
Giuliano Galoppo (Buenos Aires, 18 de junho de 1999), é um futebolista argentino que atua como meio-campista ou atacante. Atualmente joga no River Plate, emprestado pelo São Paulo.[carece de fontes?]

## Carreira

### Base
Nascido em Buenos Aires, Galoppo entrou nas categorias de base do Boca Juniors em 2014, depois de passar pelo Atlético de Rafaela. Ele já havia também treinado em clubes da Itália devido ao pai jogar no país.[carece de fontes?]

### Banfield
Em 2016, o Banfield acertou a contratação do meia. Na temporada 2018, após dois anos nas categorias de base, integrou o time profissional em definitivo. Em novembro do mesmo ano, realizou sua estreia como profissional contra o Racing, pelo Campeonato Argentino.
Após algumas temporadas, despontou na reta final de 2021 e início de 2022, sendo um dos, senão o principal jogador da equipe.
Se destacou ao marcar, em plena La Bombonera, um belíssimo gol de voleio contra o Boca Juniors, pelo Campeonato Argentino, em 1 de julho de 2022.

### São Paulo

#### 2022
Em 26 de julho de 2022, Galoppo foi contratado pelo São Paulo por um astronômico valor de R$32 milhões, se tornando a contratação mais cara da história do Tricolor.
Teve um inicio difícil, ficando no banco várias vezes e tendo poucos minutos em campo.  Em 8 de setembro, marcou o pênalti decisivo que levou o São Paulo para a Final da Copa Sul-Americana, na vitória por 2x0 sobre o Atlético Goianiense. Deslocando o goleiro adversário, com um estilo de batida semelhante a de Neymar, mostrava ali sinais que era promissor na área das penalidades.
Em 13 de novembro de 2022, marcou seu primeiro gol no último jogo da temporada, na goleada sobre o Goiás por 4x0. No tento, cabeceou no canto de Tadeu após cruzamento de Igor Gomes.

#### 2023
Iniciou a temporada 2023 na reserva, sendo também cortado do banco em alguns jogos devido ao limite de estrangeiros (eram permitidos apenas 5 não-nascidos no Brasil relacionados por partida).
Em 19 de janeiro, na segunda rodada do Paulistão, marcou o gol da vitória por 2 a 1 de virada sobre a Ferroviária. Após bela jogada individual de Pedrinho, Calleri cabeceou para o gol e o argentino empurrou-a para o fundo das redes.[carece de fontes?]
Em 26 de janeiro, foi o principal jogador da vitória por 4x1 sobre a Portuguesa, no Morumbi, marcando dois gols na goleada. Atuou, nessa partida, numa nova posição que mudou seu desempenho na temporada: atuou como atacante pela primeira vez, devido à ausência de Calleri. Em seus gols, desviou com a baliza aberta após boa jogada de David no primeiro, e no segundo deslocou o goleiro em uma batida de pênalti fria.
Em 8 de fevereiro, marcou o único gol do São Paulo na derrota de virada por 2x1 sob o Red Bull Bragantino. Em um belo gol, recebeu lançamento de Alan Franco, dominou com habilidade na entrada da área e encobriu o goleiro Cleiton.
Em 12 de fevereiro, marcou mais um gol de pênalti na vitória por 3x1 sobre o Santos, pelo Clássico San-São. Essa foi, até ali, a única batida de pênalti do argentino em que o goleiro acertara o canto da finalização. Mesmo assim, isso não evitou o arqueiro João Paulo de defender a cobrança.
Em 15 de fevereiro, marcou mais um gol na vitória por 5x1 sobre a Inter de Limeira, no Morumbi. Após finalização de Nestor da ponta da área, aproveitou o rebote do goleiro e mandou para o fundo das redes.
Em 21 de fevereiro, marcou o primeiro gol da vitória de 3x0 contra o São Bento. Após cruzamento de Wellington Rato no escanteio e desvio de Luciano, se jogou na bola rente a pequena área e empurrou-a para o gol. Se tornara, ali, o artilheiro do Paulistão 2023, empatado com Roger Guedes, do Corinthians, ambos com 8 gols.Ele é o primeiro jogador argentino da historia a ser o artilheiro do Campeonato Paulista.
Galoppo rompeu o ligamento cruzado anterior do joelho esquerdo no jogo da semifinal do Campeonato Paulista entre o Tricolor e o Água Santa, no dia 13 de março, no Allianz Parque. Galoppo operou o joelho esquerdo em 20 de março em Buenos Aires, na Argentina. A previsão é de que ele possa voltar aos gramados em pelo menos seis meses.
Giuliano foi, por 163 dias (quase 5 meses), o artilheiro isolado do São Paulo na temporada 2023. Seu recorde durou de 19 de janeiro até 1 de julho de 2023, quando Luciano empatou a artilharia ao marcar contra o Fluminense, chegando ao oitavo gol no ano.

#### 2024
O São Paulo venceu o Santo André por 3 a 1, jogo válido pelo Campeonato Paulista que marcou a o retorno de Galoppo aos gramados após 10 meses, parado por lesão, em 20 de janeiro de 2024. Ele entrou aos 29 minutos da etapa complementar
Encerrou a temporada 2024, sendo pouco utilizado pelo técnico Luis Zubeldía. Em 2024, foram 38 partidas, com um gol e duas assistências.

### River Plate
Após perder espaço no Tricolor, Galoppo foi emprestado ao River Plate, da Argentina. Sem espaço no São Paulo, o argentino jogará pelo River Plate até o fim de 2025, com opção de compra definida.

## Estilo de jogo
Galoppo atuou grande parte de sua carreira como um segundo-volante, mas tendo a função de entrar na área para criar gols. Entretanto, com Rogério Ceni no São Paulo, passou a atuar mais avançado e em mais posições.
Às vezes como meia-atacante, armando jogadas, às vezes como ponta-esquerda, cortando para o meio, às vezes como segundo atacante ou até mesmo como centroavante, foi atuando assim que teve uma das fases mais goleadoras de sua carreira.
Se destacam no seu jogo a criatividade, a visão de jogo e a finalização, incluindo o bom posicionamento de ataque. Além disso, tem como uma de suas características a frieza, principalmente para bater pênaltis.

## Vida pessoal
É filho do ex-jogador de futebol argentino Marcelino Galoppo, que já atuou por Argentinos Juniors, Talleres, Tucumán entre outros times do futebol argentino. Seu maior ídolo no futebol é Diego Maradona.
Os melhores amigos de Giuliano são o zagueiro Nahuel Ferraresi e o atacante Jonathan Calleri, ambos companheiros do meia no São Paulo, em que, durante suas passagens pelo clube, sempre apareceram juntos. Giuliano já chegou a revelar à ESPN que os dois são suas melhores amizades no futebol. Em fevereiro de 2023, os três até chegaram a curtir o Carnaval de São Paulo no Sambódromo do Anhembi.

## Títulos
São Paulo
- Copa do Brasil: 2023[31]
- Supercopa Rei: 2024[32]

## Prêmios individuais
| Prêmio                                     | Ano  |
| ------------------------------------------ | ---- |
| Artilheiro do Campeonato Paulista (8 gols) | 2023 |